# ドラド
ドラド（ドラードとも、dorado、dourado）は、カラシン目カラシン科サルミヌス属（ドラド属）に分類される魚類の一種。
広義には、サルミヌス属のさまざまな淡水魚を意味することもある。また、シイラなどシイラ属（Coryphaena）の海水魚や、ナマズ目ピメロドゥス科（Pimelodidae）の1種の淡水魚ジャウー（Zungaro zungaro）を意味することもある。しかし、日本ではこのような使い方は一般的ではない。
外見や属名（Salminus）からサケの仲間という誤解があるが、サケに近縁ではなく、回遊もしない。

## 生息地
南米のアマゾン川水系やラプラタ川水系などに棲む。

## 形態
大型魚で、大きいものでは1メートルに達する。なお、カラシン科の小型魚はテトラであり、ドラドも幼魚ではテトラに似る。
頭部が大きく、歯が鋭く、顎の力が強い。
その名のとおり金色だが、程度には各種ある。鮮やかな金色になるには強い太陽光が必要で、飼育下では金色が薄れやすい。

## 生態
肉食で、小型魚のほか、蛙、鳥など、さまざまな動物を食べる。
引きが強く、釣りの対象に好まれる。

## 飼育
黄金に輝く見た目から観賞魚としても流通している。1mを超えるうえ遊泳性が強いため飼育の際には2mクラスの大型水槽が望ましい。水槽サイズと飼育環境が整っていれば飼育自体は難しくはない。温和な魚ではないが相性とサイズが合えば混泳は可能である。しかし、性格が非常に凶暴であるため飼育環境が悪かったり、サイズや相性が合わなかったりすると同居魚を盛んに攻撃し最悪の場合、殺したり再起不能にまで追い込んだりするため、混泳はおすすめできない。